# Neoscona domiciliorum
Neoscona domiciliorum là một loài nhện trong họ Araneidae.
Loài này thuộc chi Neoscona. Neoscona domiciliorum được Nicholas Marcellus Hentz miêu tả năm 1847.